# Amelia Román
Rosa Amelia Rodríguez, conocida como Amelia Román (Caracas, 4 de octubre de 1931-Miami, 26 de febrero de 2001), fue una actriz venezolana.
Tengo entendido que la actriz Amelia Román nació en Santa Lucía, estado Miranda, cuándo yo era un niño mi mamá nos comentaba que estudió con ella, de hecho fuimos al entierro de su mamá, recuerdo que la gente se volvía loca por abrazar a José Bardina, voy a investigar para corroborar esta información. 

## Biografía
Nacida en la Parroquia Santa Rosalía, en Caracas, Amelia Román, se inició en la TV junto a actores como Jorge Félix en la década de los sesenta, después de realizar un taller de Arte Dramático que en el Ateneo de Caracas dictaba el renombrado Horacio Peterson. Oscar Cedeño, quien para la época era un ejecutivo de RCTV, la vio realizando un ejercicio de actuación y la invitó de inmediato a hacer una prueba en el canal.
Ese fortuito encuentro dio inicio a una extensa carrera, que se proyectó en varios canales del país. Además de actuar en televisión, la memorable dama también desempeño en el papel que ella más quería… el de madre. En 1987 volvió a la pantalla chica en un consultorio sentimental como la recordada Doctora Confidencias.
Amelia Román, gran dama de los medios, que se destacó por siete años en el cargo de Gerente de Relaciones Públicas de Venevisión, se despidió de la televisión venezolana hace más de 20 años cuando se mudó a Florida, luego que su esposo inaugurara una fábrica de ropa en Miami… desde allá se despidió para siempre de un público que nunca la olvidará.
Se hizo famosa por su interpretación de papeles negativos en telenovelas de los 60-70. El papel más famoso - Vaik en la versión original de la telenovela "Mujer prohibida" (1973). Más tarde, Tatiana Kapote se hizo cargo de este personaje en el remake de 1991, donde su nombre era Yarima. Fue considerada una de las villanas más llamativas de las telenovelas de los 70. Durante más de 30 años estuvo casada con el actor José Bardina (este es su tercer y último matrimonio). Murió a la edad de 69 años de cáncer en Miami, Estados Unidos, en febrero de 2001. Cinco hijos (4 de su primer matrimonio y uno de un matrimonio con el actor José Bardina). A principios de los 60, Amelia se casó con el actor Orangel Delfín (1933-2001).

#### Telenovelas
- 1986 Doctora Confidencias
- 1977 Hombres de mar
- 1976 Daniela (telenovela de 1976) - Ana María
- 1976 Los tres mosqueteros
- 1974 Isla de brujas - Indira
- 1974 La Guaricha
- 1974 la malquerida - Raimunda
- 1973 La loba (telenovela venezolana) - La Waica
- 1972 La mujer prohibida (telenovela de 1972) - La Waica
- 1968 Adoro
- 1967 Anna Karenina
- 1966 La rival
- 1965 Hogueras de pasión
- 1965 Madres solteras (telenovela de 1965)
- 1965 Pecado Capital
- 1964 Marianela - Marianela
- 1964 Sangre indómita
- 1961 La cruz del diablo (telenovela)
- 1961 El velo pintado (telenovela de 1961)